# Eigensicherung
Die Eigensicherung ist der aktive Schutz über geeignete vorbeugende Maßnahmen die Gefahren für Leib oder Leben abzuwenden. Die passive Absicherung durch geeignete Schutzkleidung nennt man Eigenschutz.
Der Begriff Eigensicherung wird in verschiedenen gefahrgeneigten Berufen oder Tätigkeiten verwendet.

## Seefahrt
Bei starkem Seegang müssen sich die Besatzung und die Passagiere vor dem Überbordgehen schützen, vor allem durch eingehakte Lifebelts.

## Hilfeleistung im Wasser
Rettungsschwimmer müssen sich von Umklammerungen von Schwimmern lösen können, die in der Gefahrensituation in Panik geraten sind.

## Feuerwehr
Hier ist das selbstständige Absichern im absturzgefährdeten Bereich bei der Feuerwehr gemeint. In der Absturzsicherung und Höhenrettung muss sich oft der Sichernde selbst sichern, während sein Truppmann von ihm gesichert wird.

## Klettern
Im steilen Gelände müssen sich Kletterer durch verschiedene Techniken vor Abstürzen sichern. Die Eigensicherung wird dort als Selbstsicherung bezeichnet.

## Militär
Im Feuerkampf wird die Eigensicherung durch die Abgabe von Schüssen aus Schusswaffen oder im Nahkampf durch Stiche mit Bajonetten gewährleistet.

## Polizei

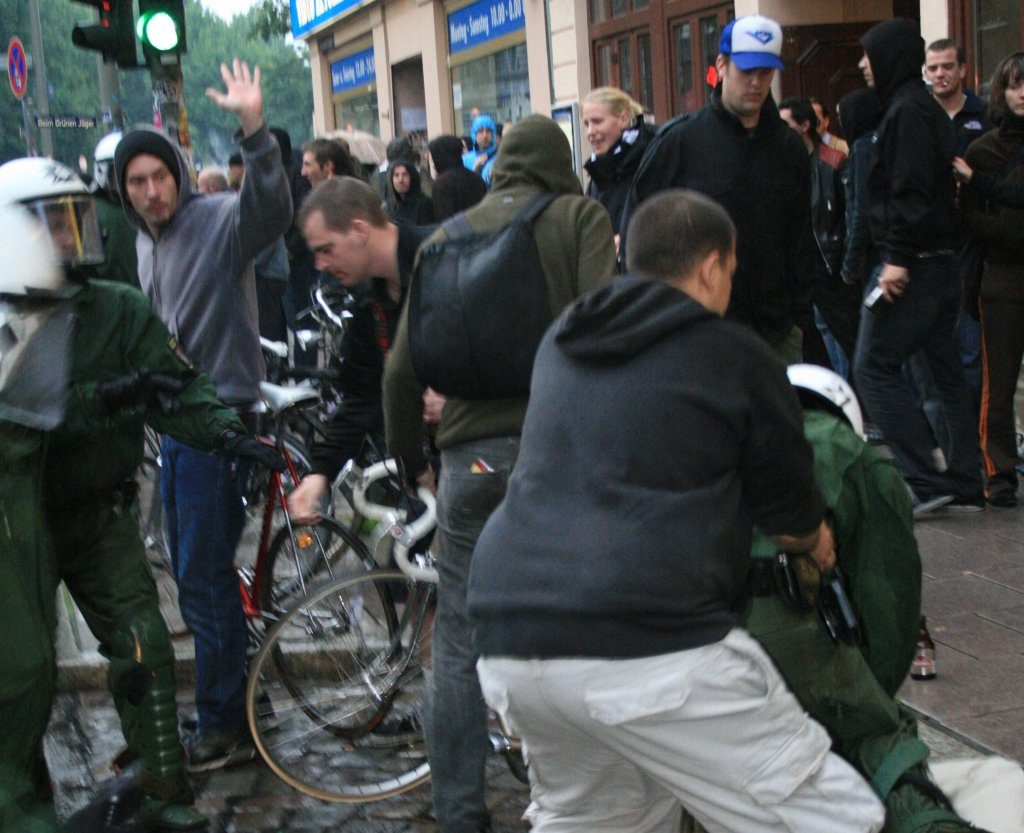
Bevorstehende Entwaffnung eines Polizeibeamten durch einen gewaltbereiten Demonstranten

Um auf tätliche und bewaffnete Angriffe oder eine Entwaffnung effektiv reagieren zu können, werden die Beamten eigens zum Eigenschutz ausgebildet; er ist Teil des Einsatzverhaltens. Die einschlägigen Vorschriften bzw. Empfehlungen in Deutschland sind in der Polizeidienstvorschrift 450 (Selbstschutz der Polizei – VS-NfD) bzw. im Leitfaden 371 (Eigensicherung im Polizeidienst – VS-NfD) bundesweit geregelt.
Innerhalb dieser Regelwerke finden sich situationsbezogene Verhaltensregeln für die eingesetzten Beamten zur Minimierung der etwa auftretenden Einsatzrisiken. Für Polizeibeamte im Außendienst stehen zur Abwehr von spontanen Angriffen der Einsatz von Schusswaffen, Schlagstöcken, Schockgranaten oder Stahlruten zur Verfügung. Personen, die sich in Gewahrsam befinden, können bei Vorliegen bestimmter Voraussetzungen zur Eigensicherung der einschreitenden Beamten gefesselt werden.
Bei Fahrzeug- und Personenkontrollen findet stets eine Aufgabenteilung statt: Der Sicherer und der einschreitende Beamte nehmen dabei entsprechende Aufgaben und Tätigkeiten vor (Doppel-Besatzung). Dabei findet untereinander ein ständiger Informationsaustausch statt, um zeitnah und angemessen auf das Verhalten des Gegenübers oder des Umfeldes reagieren zu können. Beim Absichern von Unfallstellen oder anderen Gefahrenstellen ist hier eine Absperrung ein Sicherungsmittel.